# Église Notre-Dame-des-Agnettes de Gennevilliers
L'église Notre-Dame-des-Agnettes  de Gennevilliers, est un lieu de culte catholique de la commune de Gennevilliers dans les Hauts-de-Seine. Située rue Louis-Calmel, elle tient son nom du quartier des Agnettes, et est desservie par la station de métro du même nom.

## Historique
Dans ce quartier, une première chapelle est construite en 1959 au 36 bis rue Louis-Calmel, dans le cadre de l'Œuvre des Chantiers du Cardinal, par l'architecte Letellie, puis en 1967 par Riot. Elle est bénie en 1959 par Mgr Le Cordier.
En 1976, elle est détruite dans le cadre de l'agrandissement de la rue et l'ouverture du parking souterrain d'un supermarché. Entre 1976 et 1989, la communauté de fidèles s'est réunie dans deux implantations successives de locaux préfabriqués, rue Louis-Calmel.
Pour sortir du provisoire, un centre paroissial est finalement construit à l'angle de la rue Robert Pottier, et inauguré en 1989.

## Description
C'est un édifice plat, d'apparence sobre avec une abside en angle arrondi, accolée à la salle servant de nef. Son mur est percé de petites fenêtres carrées en hauteur. Le volume est en béton, avec un parement extérieur en briques, avec une croix dorée extérieure en hauteur sur le mur à l'intersection des deux rues, ainsi le nom de l'édifice inscrit à deux endroits : sur la façade au-dessus de la porte d'entrée et sur le mur au-dessus des petites fenêtres, en face du supermarché.
A l'intérieur, il y a un bureau d'accueil et deux petites salles dont les cloisons amovibles peuvent s'ouvrir pour agrandir le lieu de culte/